# 出月こーじ
出月 こーじ（いづき こーじ）は、日本の漫画家。ペンネームは、やすえこーじ　→　安江こーじ　→　出月こーじ　と変化。
第7回藤子不二雄賞にて受賞。小学館コロコロコミック「キャンパスヒーロ」でデビュー。別冊コロコロコミックにて「エレベーターアクション」「マッハライダー」などのゲームコミカライズを手掛ける。
出月のペンネームはロックマンシリーズの「ロックマン8」コミカライズより使用。以降『コミックボンボン』（講談社）にて多くの作品を執筆。
ロックマン20周年記念イベントではゲストの1人として参加。

## 作品一覧
- ゲーセンキッド（雑誌ゲームボーイ連載）
- おばあちゃんとウォッチング（家の光協会　ちゃぐりん連載）
- ロックマン8
- ロックマン&フォルテ - ゲームのボスキャラクター2体のデザインも担当
- パワーストーン
- スーパードッグ ブレンダーブロス
- メトロイド サムス&ジョイ
- メトロイドEX　サムス＆ジョイ
- ステルス・フィッシャーオルカ（読みきり）
- 「その時歴史が動いた」歴史の選択編（ホーム社、短編集の1つを執筆）
- レイズマン・ゼロ（ヒーロークロスライン連載）
- ガンバライドバトル ライドマスターズ（テレまんがヒーローズ連載）